# فلسفه جین
فلسفه جین (به انگلیسی: Jain Philosophy)، به نظام فلسفی هند باستان گفته می‌شود که در جینیسم یافت می‌شود. یکی از ویژگی‌های اصلی فلسفه جین متافیزیک دوگانه آن است، که بر اساس آن هستی به دو دسته متمایز تقسیم می‌گردد، یک دسته شامل موجودات زنده، آگاه یا دارای حس (جیوا) و دسته دیگر شامل موجودات غیر زنده یا ماده (آجیوا) می‌باشد.
متون مرتبط به جین موضوعات فلسفی بی‌شماری مانند معرفت‌شناسی، متافیزیک، اخلاقیات، کیهان‌شناسی و رستگاری‌شناسی را به بحث می‌گیرد. تفکر جین اساساً به درک ماهیت موجودات زنده، این‌که این موجودات چگونه به کارما (که به عنوان ذرات کوچک مادی دیده می‌شوندس) وابسته هستند و اینکه موجودات زنده چگونه از چرخه تناسخ (انتقال نفس ناطقه از بدنی به بدن دیگر) آزاد می‌شوند (موکشه) می‌پردازد. همچنین آنچه در عقیده جین برجسته است باور بر یک هستی چرخه‌ای و بی‌آغاز یعنی بی‌پایان و رد الهه آفرینش می‌باشد.
از نقطه نظر جین، فلسفه جین ابدی است و در روزگار گذشته به دفعات بی‌شماری توسط روشنفکران والای تیرتانکاراها («گدار-سازان») تدریس شده‌است. مورخین پیدایش تفکر جین را به چند شخصیت کلیدی در هند باستان، عمدتاً مهاویرا (در حدود قرن پنجم قبل از میلاد، هم عصر بودا) و احتمالاً «پرشاواناتا» (در حدود قرن هشتم یا هفتم قبل از میلاد، هرچند این سال‌ها مورد مناقشه است) نسبت می‌دهند.
از نظر «پاول دونداس»، فلسفه جین در سراسر تاریخ طویل خود نسبتاً ثابت باقی‌مانده و از نظر تعالیم هیچ تغییری عمده و اساسی در آن رخ نداده‌است. این ثبات اساساً به علت تأثیرگذاری نوشته‌های اوماسواتی «در باب ماهیت [artha] واقعیت [tattva]» (تاتوارتاسوترا) بوده‌است که به‌عنوان متن فلسفی مرکزی و غالب در میان تمامی معتقدین جین پابرجا مانده‌است.

## دانش
براساس کتاب «ساروارتاسیدی» از «آکاریا پوجیپادا»، خیر نهایی برای یک موجود زنده (جیوا) آزادی از چرخه تناسخ (سامسارا) است. نائل شدن به آزادی نیز مرتبط به دانایی مطلق است و باور براین است که دانایان گذشته جین مانند مهاویرا به دانایی مطلق نائل شده‌اند.
براساس تاتوارتاسوترا، وسیله نائل شدن به آزادی سه‌گانه است (به نام سه گوهر معروف است):
بصیرت درست، دانش درست و رفتار درست (باهم) مسیر آزادی را تشکیل می‌دهند.— تاتوارتاسوترا (1–1)
براساس سارواراسیدی:‏
- بصیرت درست (سامایاک درشانا)[ژ] این‌گونه تعریف شده‌است: «دیدن بر مبنای دانش واقعی از تاتواس[س] (اجسام، واقعیت‌ها).» بصیرت درست به‌وسیله دانش درست حاصل می‌گردد.
- دانش درست (سامایاک جنانا)[ش] این‌گونه تعریف شده‌است: «درک تاتواس مانند جیواها (موجودات زنده) برحسب واقعیتشان (آرتا)».

جین‌ها بر این باور اند که موجودات حسی می‌توانند دانش کامل و بی‌نقصی در مورد همه چیز بدست آورند (دانایی مطلق). آن‌هایی که چنین دانشی دارند، کوالین‌های روشنفکر هستند. این‌ها ارواحی هستند که از همه چیز بریده‌اند؛ بنابراین قابلیت این را دارند تا تمامی چیزها را به‌طور مستقیم درک نمایند، چون دانش روح آن‌ها دیگر توسط هیچ چیز مسدود نمی‌شود. دانایی مطلق روح در اکثر موجودات توسط ذرات کارما مسدود می‌شوند، همانند ابری ضخیم که روشنایی آفتاب را می‌پوشاند. از این‌رو، تنها منبع دانش مطلق برای موجودات ضعیف‌تر، س آموزه‌های کوالین‌ها است. چون دیگر هیچ کوالین در قید حیات نیست، دست نوشته‌های جین تنها منبع چنین دانشی است و از این‌رو به‌عنوان والاترین منبع در فلسفه جین پنداشته می‌شوند. به‌همین خاطر، فلسفه جین تعالیمی که در این دست نوشته‌ها وجود دارد را حقیقت‌های مطلق دانسته و نقش فلسفه اساساً این است تا این آموزه‌ها را تلخیص، تشریح و تفسیر نماید.

### هستی‌شناسی
از نظر «هری اولدمیدو»، هستی‌شناسی جین هم واقع‌گرا است و هم دوگانه‌گرا. «جفری دی. لانگ» نیز ماهیت واقع‌گرایانه بودن متافیزیک جین را تأیید می‌کند و این نوعی از کثرت‌گرایی است که به وجود چندین واقعیت باور دارد.
«فونس گلاسناپ» می‌نویسد که تمایز عمدهٔ متافیزیکی، میان مواد متحرک یا حس دار (جیوا) و مواد غیرمتحرک (آجیوا) وجود دارد.
فلسفه جین حداقل هفت «تاتواس» (حقایق، واقعیت‌ها یا اصول اساسی) را مبنا قرار می‌دهد:
1. جیوا – زنده جان، دارای حس یا روح که گفته می‌شود دارای وجود مستقل از بدنی است که در آن زیست دارد. ویژگی این جیواهای غیرمادی عبارت از خودآگاهی، دانش، سعادت و انرژی لایتناهی آن‌ها است. هرچند آن‌ها هم زایش و هم مرگ را تجربه می‌کنند، اما آن‌ها نه ازبین می‌روند و نه خلق می‌شوند.[۱۹] لذا آن‌ها از یک سو هم جاودان هستند و از سوی دیگر زوال‌پذیر. زوال و منشأ به ترتیب به معنی ناپدید شدن یک حالت روح و پدیدار شدن حالت دیگر است و این حالت‌ها صرفاً تغییر شکل در جیوا است.
2. آجیوا – به‌معنی تمامی اجسام بی‌حس می‌باشد. اجسام بی‌حس از نظر هستی‌شناختی به پنج دسته تقسیم می‌شوند: جسم غیر حسی یا ماده (پودگالا[ع])، اصل تحرک (دارما[غ])، اصل استراحت (ادارما[ف])، فضا (اکاشا[ق]) و زمان (کالا[ک]).‏[۲۰][۲۱] این پنج دسته هم‌راه با جیواها یک‌جا شش مجموعه از اجسام هستی‌شناختی را شکل می‌دهند (دراویا).[گ] اجسام عبارت از عناصر ساده و خراب‌نشدنی است که باهم یکی شده و بدن‌ها یا اشیای زوال‌پذیر را شکل می‌دهند.[۲۲]
3. آشراوا[ل] (نفوذ) – فرایندی است که طبق آن مواد کارمای خوب و بد در بدن موجود زنده جاری می‌شوند.
4. باندا[م] (بندگی) – هم‌آمیزی موجود زنده و کارماها، که در نتیجه باعث تغییر کارما گردیده و در نهایت تولد مجدد در آینده را مشخص می‌کند.[۲۳][۲۴]
5. ساموارا[ن] – توقف جریان ورودی مواد کارما به روح.
6. نیرجارا[و] (گسست تدریجی) – جدایی یا افتادن بخشی از مواد کارما از روح.
7. موکشه[ه] (آزادی) – نابودی کامل تمامی مواد کارما (که در یک روح مشخص وجود دارد).

شاخه سواتامبارای آیین جین اغلب دو واقعیت دیگر را نیز به لیست فوق می‌افزایند: کارمای خوب (پونیا، فضایل) و کارمای بد (پاپا، اعمال منفی).
از نظر متفکرین جین، هر موجود را می‌توان به روش‌های بی‌نهایت متفاوتی تجزیه و تحلیل نمود. اومسواتی «مداخل» بی‌شماری را برای تحقیق بیان نموده‌است که بنام «نیکشپاها» یاد می‌شوند. این راه‌ها عبارت از: ناما (نام)، ستاپانا (نماد)، دراویا (استعداد)، بهاواتا (واقعیت/فعلیت)، نردیشا (تعریف)، سوامیتا (مالکیت)، سادانا (علت)، ادیکارانا (موقعیت)، ستهیتی (مدت)، ویداناتا (تنوع)، سات (موجودیت)، سامخیا (تعیین عددی)، کسیترا (ساحه اشغال شده)، سپارسانا (ساحه لمس شده)، کالا (تداوم)، انتارا (مرور زمان)، بهاوا (حالات)، انداپابهوتفا (اندازه نسبی).
«هلموت فون گلاسناپ» اشاره نمود که اصل مرکزی در تفکر جین‌گرایی عبارت از سعی آن برای ارایه یک هستی‌شناسی است که هم شامل پایندگی و هم تغییر می‌باشد. بدین لحاظ، هر موجود دارای بعضی چیزهای پاینده و بعضی چیزهای موقتی است. به‌طور مثال یک ظرف را در نظر بگیریم، اتم‌های مادی آن فاسد نشدنی اند اما شکل، رنگ و سایر خصوصیات آن در معرض تغییر قرار دارند.

### معرفت‌شناسی
فلسفه جین سه وسیله معتبر برای کسب دانش را می‌پذیرد (پرامانا). فلسفه جین می‌گوید که دانش درست مبتنی بر ادراک (پراتیاکسا)، استنتاج (انومانیا) و اذعان (سابدا یا واژه‌های دست‌نوشته‌های جین) است. این ایده‌ها در متون جین مانند تاتوارتاسوترا، پارواکاناسارا، ناندی و انویوگادوارینی تشریح شده‌اند. برخی از متون جین قیاس (اوپانمانا) را نیز به‌عنوان وسیله معتبر چهارمی اضافه می‌کنند، به‌گونهٔ که مشابه با نظریات هستی‌شناختی در سایر ادیان هندی است.
جنانه (دانش) در آیین جین گفته می‌شود که به پنج نوع است – کوالا جنانه (دانایی مطلق)، شروتو جنانه (دانش بر مبنای متون جین)، متی جنانه (دانش حسی)، اوادی جنانه (غیب‌بینی) و مَنَه پرایارا جنانه (ارتباط ذهنی – تله پاتی). دو نوع اولی به‌عنوان وسیله‌های غیرمستقیم دانش توصیف می‌گردند (پاروسکا) و انواع دیگر باعث دانش مستقیم می‌شوند (پراتیاکشا)، بدین معنی که اجسام به‌طور مستقیم توسط روح درک می‌گردند.

### نسبیت و کثرت‌گرایی
معرفت‌شناسی جین حاوی سه آموزه مرتبط است که به ماهیت پیچیده و چند جانبه دانش می‌پردازد: انیکانتاودا (نظریه چند جانبه بودن)، سیادودا (نظریه پیشبینی مشروط) و نایاودا (نظریه دیدگاه‌های جزئی). لانگ از این سه مورد به‌عنوان «تعالیم نسبیت جین» نام می‌برد.

#### انیکانتاودا

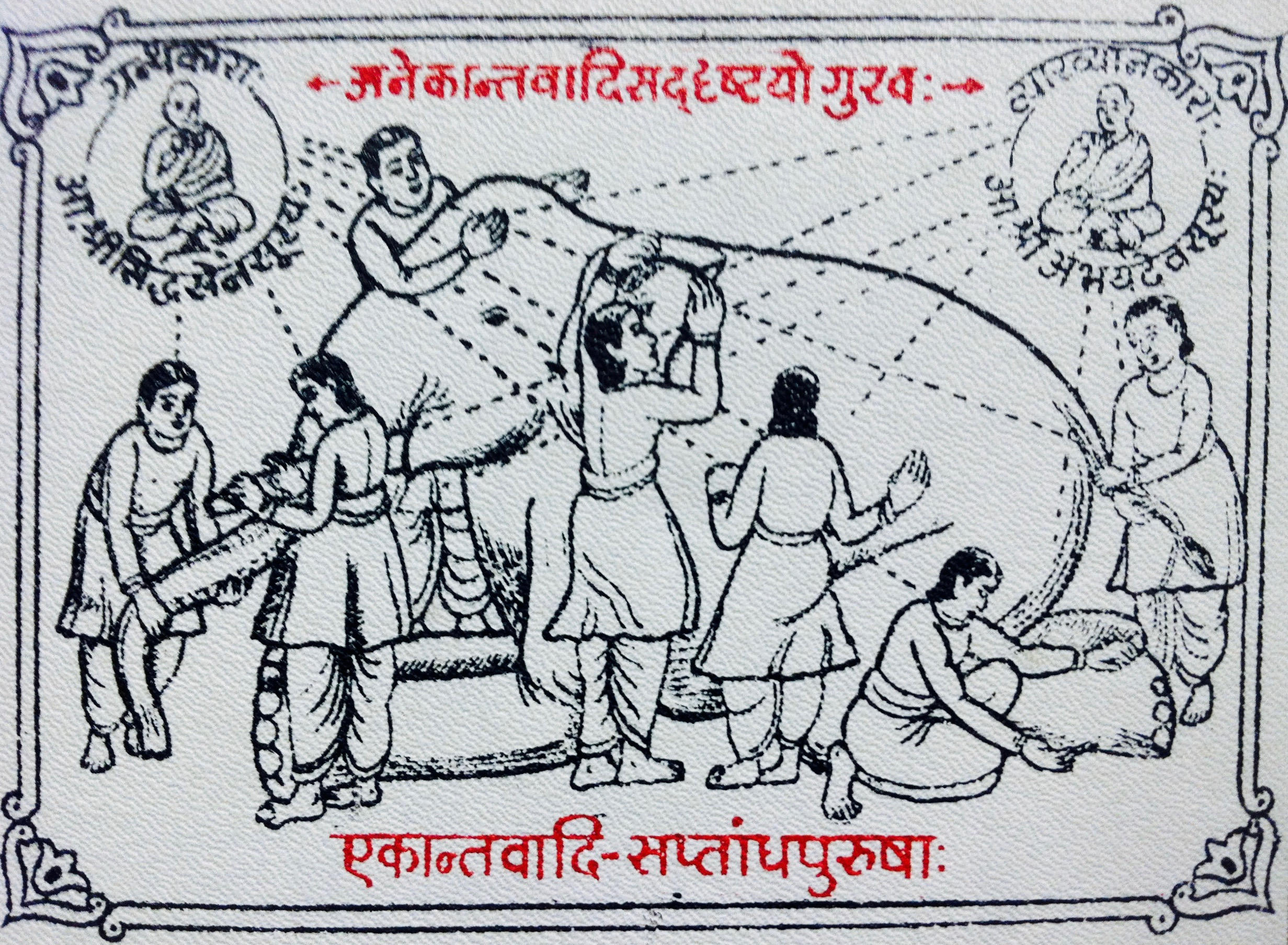
تصویر جین از تمثیل مردان نابینا و فیل. در بالای تصویر، کوالین‌ها نشان داده شده‌اند که قادر بوده تا تمام چشم‌انداز فیل را ببینند.

یکی از مهم‌ترین و اساسی‌ترین تعالیم آیین جین عبارت از انیکانتاودا (به‌طور تحت اللفظی به معنی نظریه «یک جانبه نبودن») است. انیکانتاودا به معنی نوعی از کثرت‌گرایی هستی‌شناختی و هم‌چنین این ایده است که واقعیت یک امر پیچیده و چند بعدی است. بنابرین تنها از طریق نگرش‌های چند بُعدی قابل فهم می‌باشد. آنگونه که لانگ می‌گوید، این نظریه در نهایت یک باور هستی‌شناختی است که می‌گوید: «تمامی ذات‌های موجود ویژگی‌های بی‌نهایت دارند». تفکر جین به‌طور معمول واقعیت بودن تمامی ادراک‌های ما را تأیید می‌کند، حتی آن‌های که با یکدیگر تناقض دارند مانند تداوم و تغییر، ظهور و افول.
این آموزه اغلب به کمک حکایت «فیل و کوران» تشریح می‌گردد. در این حکایت، هر یک از مردان نابینا تنها یکی از اعضای بدن فیل را حس کردند و سپس ادعا نمودند که ظاهر واقعی فیل را درک نموده‌اند، اما آن‌ها فقط قادر بودند که به‌طور جزئی پیش روند. این اصل مبتنی بر این ایده است که اجسام از نظر خصوصیات و چگونگی موجودیتشان لایتناهی هستند. به این دلیل، آن‌ها را نمی‌توان به‌طور کامل و از همه ابعاد و ظواهر توسط ادراک متناهی انسانی درک نمود. از نظر آیین جین، تنها کیوالی‌ها—موجودات دارای دانایی مطلق—می‌توانند اجسام را از تمامی ابعاد و ظواهرشان درک نمایند.
متون آیین جین در واقع تصویری از مهاویرا را ترسیم می‌کنند که در حال پاسخ‌دادن به سوالاتی مشخص متافیزیکی است که از نظر بودا «بی‌پاسخ» پنداشته می‌شدند. تصاویری از مهاویرا در حال ارایه پاسخ قاطع «بلی» و «نخیر» به این پرسش‌ها، با درنظر داشت نگرش پرسش‌گر، ترسیم شده‌است. بنابرین، روح هم از لحاظ ماهیت درونی جاودان است و هم در حال تغییر (به علت کارماهایی که رویشان تأثیر می‌گذارند و حالت‌های گوناگونی که درون روح ظاهر شده و می‌گذرند) و کیهان نیز هم جاودان (بی‌آغاز) است و هم در عین حال غیرجاوید (چون حرکت چرخه‌ای دارد). از این‌رو، پیروان آیین جین متافیزیک‌های خود را یک مسیر میانه می‌دانستند که در آن هم‌جاودانگی و هم غیرجاودانگی از نظر متافیزیکی بنیادین پنداشته شده و پذیرفته می‌شود، برخلاف نظر بودائی‌ها (کسانی که از غیر جاودانگی دفاع می‌کردند) و براهمین‌ها (کسانی که معمولاً به تعالیم جاودانگی باور داشتند).
انیکانتاودا پیروان خود را ترغیب می‌کند تا به نظریات و عقاید حریفان و طرفان مخالف خود توجه نمایند. طرفداران انیکانتاودا این اصل را در دین و فلسفه نیز به‌کار می‌گیرند و به خود یادآور می‌شوند که هر دین و فلسفه‌ای که حتی آیین جین بیش از حد به‌طور قطعی و جزم اندیشانه به‌اصول اندیشه خود متمسک می‌شود، به‌علت محدود بودن نقطه نظرش در اشتباه است. همچنین اصول انیکانتاودا بر مهانداس کارامچاند گاندی تأثیر گذاشت تا وی از اصول تحمل سایر ادیان، آهیمسا (عدمِ خشونت) و ساتیاگراها (پافشاری بر حقیقت) پیروی نماید.

#### نایاوادا
نظریهٔ بسیار مرتبط دیگر نایاودا است، که به معنی «نظریه دیدگاه‌ها یا نقطه نظرات جزئی» می‌باشد. نایاها (دیدگاه‌ها) عبارت از نگرش‌های فلسفی قسماً معتبر هستند که با آن‌ها هر چیزی را می‌توان دید. یک شیء دارای ابعاد لایتناهی است، اما زمانی که ما یک شیء مشخص را توصیف می‌کنیم، تنها در مورد ابعاد مرتبط با آن صحبت نموده و ابعاد غیر مرتبط را نادیده می‌انگاریم. فیلسوفان جین از نظریه دیدگاه‌های جزئی استفاده می‌نمایند تا پیچیدگی واقعیت را جزء به جزء تشریح نمایند.
با استفاده از این روش است که پیروان جین می‌توانند اجسام را با بیانیه‌های ظاهراً متناقض توصیف نمایند (روح هم جاودان است و هم غیر جاوید و غیره). چون هر کدام از این بیانیه‌ها تنها از یک بُعد مشخص گفته می‌شوند، بنابرین هیچ تناقضی ایجاد نمی‌گردد. نایاودا می‌گوید که تمامی مناقشات فلسفی ناشی از اختلاف در دیدگاه‌ها بوده و دیدگاه‌هایی که ما داریم، هرچند ممکن است به آن نائل نشویم، عبارت از «پیامد اهدافی است که به دنبال آن هستیم».
از نظر لانگ، اومسواتی هفت دیدگاه جزئی را فهرست می‌کند:
نایگامانایا (دیدگاه مشترک)، سام‌گراهانایا (دیدگاه کلی)، ویاواهارانایا (دیدگاه واقع‌گرایانه)، رجوسوترانایا (دیدگاه خطی)، شابدانایا (دیدگاه کلامی)، «سام‌ابهیرودا نایا» (دیدگاه ریشه‌شناختی واژه)، اندیوامبهوتانایا (دیدگاه فعلیت). دیدگاه مشترک نحوهٔ است که یک شی معمولاً درک می‌گردد. آنچه ممکن است «شعور» یا نگرش پالایش نشده نامیده شود. دیدگاه کلی سعی بر تصنیف شی دارد. دیدگاه واقع‌گرایانه شی را از دیدگاه امکان کاربرد آن مورد بررسی قرار می‌دهد. دیدگاه خطی شی به‌گونهٔ نگاه می‌کند که گویا آن در زمان حاضر قرار داشته باشد. دیدگاه کلامی تلاش می‌کند تا شی را نام‌گذاری کند. دیدگاه ریشه‌شناختی واژه از این نام و ارتباط با آن سایر واژه استفاده می‌شود تا به ماهیت شی پی‌ببرد. دیدگاه علیت به اجزای واقعی این شی می‌پردازد.‏
متفکرین جین همچنین از تعالیم دیدگاه‌ها استفاده می‌نمایند تا توصیفی از دیدگاه‌های نظام فلسفی غیر جین ارایه کنند. از نظر فیلسوفان جین، نظام‌های فلسفی دیگر، تنها متکی به یکی از هفت دیدگاه هستند و سایر دیدگاه را مستثنی قرار می‌دهند. این امر واضح می‌سازد که چرا آن‌ها به نتیجه‌گیری‌های اشتباه رسیدند؛ مثلاً، نیایا-وی شیشکا اغلب با نایای اولی (دیدگاه مشترک) نسبت داده می‌شود، ویدانته با نایای دومی (دیدگاه کلی)، مادی‌گرایی با نایای سومی (دیدگاه واقع‌گرایانه) و آیین بودائی با نایای چهارمی (دیدگاه خطی). در ضمن، آیین جین به‌عنوان تنها فلسفه‌ای دیده می‌شود که قادر است تمامی هفت نایا (دیدگاه‌ها) را ترکیب کند.
یک نظریه تأثیر گذار نایاودا عبارت از مدل نگرش دوگانه کونداکوندا است. کونداکوندا برین باور بود که نگرش روح تنها نگرش «یقینی» (نیسکایا)، «متعالی» (پارامارتا) یا «خالص» (شودا) است. روح به‌خاطر سازگاری‌اش با اجزای کارمایی، دانش‌اش نسبت به خالص بودن خود را از دست می‌دهد، اما با این حال هیچ‌گاهی کامل تغییر نمی‌کند. تمامی اشیای دیگر در کیهان جسمانی هستند و تنها باید به‌عنوان اشیای که دارای ارزش تعاملی و موقتی هستند به آن‌ها نگاه شود.

## ارجاعات
1. ↑  Jansma & Jain (2006), p. 28.
2. ↑  Zimmer (1953), p. 59.
3. ↑  Dundas (2002), pp. 30–31.
4. ↑  Dundas (2002), p. 86.
5. ↑  Jain, S.A. (1992), p. 2.
6. ↑  Dundas (2002), p. 88.
7. ↑  Jain, Vijay K. (2011), p. 2.
8. ↑  Jain, S.A. (1992), pp. 3–7.
9. 1 2  von Glasenapp (1999), p. 168.
10. ↑  von Glasenapp (1999), p. 203.
11. ↑  von Glasenapp (1999), pp. 168–169.
12. ↑  Oldmeadow (2007), p. 149.
13. ↑  Long (2009), p. 124.
14. ↑  von Glasenapp (1999), p. 178.
15. ↑  Jain, S.A. (1992), pp. 6–7.
16. 1 2  von Glasenapp (1925), pp. 177–187.
17. 1 2  Jaini (1998), p. 151.
18. 1 2  Dundas (2002), pp. 96–98.
19. ↑  von Glasenapp (1999), p. 179.
20. ↑  Grimes (1996), pp. 118–119.
21. ↑  Dundas (2002), p. 90.
22. ↑  Jain, Champat Rai (1917), p. 15.
23. ↑  von Glasenapp (1925), pp. 188–190.
24. ↑  Jaini (1980), pp. 219–228.
25. 1 2 3 4  Long (2009), p. 125.
26. ↑  von Glasenapp (1999), p. 170.
27. ↑  Grimes (1996), p. 238.
28. 1 2  Soni (2000).
29. ↑  Dundas (2002), pp. 75–76, 131, 229–230.
30. ↑  Dundas (2002), pp. 229–230.
31. ↑  Prasad (2006), pp. 60–61.
32. ↑  Jain, Vijay K. (2011), p. 6.
33. ↑  Long (2009), p. 150.
34. ↑  Long (2009), p. 117.
35. 1 2 3  Long (2009), p. 141.
36. ↑  Sethia (2004), pp. 123–136, 400–407.
37. ↑  Long (2009), p. 118.
38. ↑  Jaini (1998), p. 91.
39. ↑  Long (2009), pp. 118–119.
40. ↑  Long (2009), p. 119.
41. ↑  Huntington, Ronald. "Jainism and Ethics". Archived from the original on 19 August 2007. Retrieved 2012-12-11.
42. ↑  Hay (1970), pp. 14–23.
43. 1 2  Grimes (1996), pp. 202–203.
44. ↑  Shah, Natubhai (1998), p. 80.
45. ↑  Long (2009), p. 143.
46. ↑  McEvilley (2002), pp. 335–337.
47. ↑  von Glasenapp (1999), pp. 171–172.
48. ↑  Dundas (2002), p. 108.